# 田野村 (山梨県)
田野村（たのむら）は山梨県東八代郡にあった村。現在の甲州市大和町田野にあたる。東八代郡の飛地となっていた。

## 地理
- 山：大鹿山、大谷ヶ丸、ハマイバ丸、大蔵高丸
- 峠：天目山
- 河川：日川

## 歴史
- 1889年（明治22年）7月1日 - 町村制の施行により、近世以来の田野村が単独で自治体を形成。
- 1941年（昭和16年）2月11日 - 日影村・木賊村・東山梨郡初鹿野村・鶴瀬村と合併して東山梨郡大和村が発足。同日田野村廃止。

## 名所・旧跡・観光スポット・祭事・催事
- 景徳院